# Arbeitsgericht Kusel
Das Arbeitsgericht Kusel war ein bayerisches Arbeitsgericht mit Sitz in Kusel.

## Geschichte
Gemäß Arbeitsgerichtsgesetz vom 23. Dezember 1926 wurden in Deutschland Arbeitsgerichte gebildet. Diese waren nur in der ersten Instanz organisatorisch selbstständige Gerichte, die Landesarbeitsgerichte waren den Landgerichten zugeordnet. Am Landgericht Kaiserslautern entstand so 1927 das Landesarbeitsgericht Kaiserslautern als eines von 23 Landesarbeitsgerichten in Bayern. In Kusel entstand das Arbeitsgericht Kusel als eines von fünf Arbeitsgerichten des Landesarbeitsgerichts. Sein Sprengel umfasste den Gerichtsbezirk des Amtsgerichts Kusel. Es bestand eine allgemeine Kammer für Arbeiter und Angestellte und eine Kammer für das Handwerk.
Bereits 1929 wurde die Zahl der Arbeitsgerichte deutlich reduziert. Das Landesarbeitsgericht Kaiserslautern wurde zum 1. Januar 1930 aufgehoben. Das Arbeitsgericht Kusel war nun dem Landesarbeitsgericht Zweibrücken zugeordnet. Sein Sprengel erweiterte sich um den Bezirk des aufgehobenen Arbeitsgerichts Lauterecken.
Nach der Besetzung Deutschlands durch die Alliierten wurden 1945 zunächst alle Gerichte geschlossen. Die ordentlichen Gerichte wurden schon bald wieder eröffnet, während die Arbeitsgerichte zunächst nicht wieder eingerichtet wurden, so dass arbeitsgerichtliche Streitigkeiten von den ordentlichen Gerichten erledigt werden mussten. Gemäß Kontrollratsgesetz 21 vom 30. März 1946 sollten in Deutschland Arbeitsgerichte aufgebaut werden. Mit dem Gesetz zur Errichtung von Arbeitsgerichten und das Verfahren in Arbeitsgerichtsstreitigkeiten vom 6. November 1947 sowie der Landesverfügung über die Errichtung der Arbeitsgerichte und die örtliche Abgrenzug der Arbeitsgerichtsbezirke vom 15. März 1948 wurde eine neue Rechtsgrundlage geschaffen. Das Arbeitsgericht Kusel entstand nicht neu, seine Aufgaben übernahm das Arbeitsgericht Kaiserslautern.